# Ману Баррейро
Мануель «Ману» Баррейро Бустело (ісп. Manu Barreiro; нар. 8 липня 1986, Сантьяґо-де-Компостела, Іспанія) — іспанський футболіст, нападник команди «Депортіво Алавес».